# Hypotrempe et ses évolutions
Hypotrempe (タッツー, Tattsu) et ses évolutions, Hypocéan (シードラ, Seadra) et Hyporoi (キングドラ, Kingodura), sont trois espèces de Pokémon.

## Création

### Étymologie
Le nom d'Hypotrempe provient des mots « hippocampe » et « trempe ». Le nom d'Hypocéan provient des mots « hippocampe » et « océan ». Le nom d'Hyporoi provient des mots "hippocampe" et "roi".

## Description
Hypocéan est l'évolution d'Hypotrempe au niveau 32. Hyporoi est l'évolution d'Hypocéan si celui-ci est échangé avec une Ecaille draco. 

### Hypotrempe
Hypotrempe est un Pokémon de type eau. Il s'agit d'un Pokémon hippocampe. Il s'accroche aux coraux ou aux pierres grâce à sa queue lorsque le courant devient fort. Omnivore, il se nourrit de mousse et d'insectes volants qu'il fait couler en leur tirant de l'encre dessus.

### Hypocéan
Hypocéan est un Pokémon de type eau. Il est capable de nager à reculons comme Hypotrempe. Toucher ses nageoires est dangereux, car elles sont venimeuses. Il peut projeter des piques venimeuses pour se protéger ou protéger sa progéniture. C'est le mâle qui élève les petits. Fait étrange, son analyse cellulaire révèle des gènes qui ne sont pas propres aux Hypocéan. Ses nageoires et ses os sont très recherchés pour des usages médicinaux. Il peut déclencher des tourbillons pouvant engloutir des bateaux de pêche.

### Hyporoi
Hyporoi est une espèce de Pokémon parmi les 649 existant à ce jour. Hyporoi marque sa première apparition dans Pokémon Or et Argent. C'est un très grand hippocampe de couleur bleue au ventre orange et avec une nageoire dorsale blanche. Les spécimens chromatiques sont roses fuchsia. On dit qu'il déclenche des tourbillons lorsqu'il se déplace ou qu'il bâille. Il dort principalement dans les fonds marins, là où vivent habituellement les Lanturn et leurs proies. Il était le seul Pokémon de type eau et dragon avant l'apparition de Palkia dans Pokémon Diamant et Perle.

## Apparitions

### Jeux vidéo
Hypotrempe, Hypocéan et Hyporoi apparaissent dans la série de jeux vidéo Pokémon. D'abord en japonais, puis traduits en plusieurs autres langues, ces jeux ont été vendus à près de 200 millions d'exemplaires à travers le monde.

### Série télévisée et films
La série télévisée Pokémon ainsi que les films sont des aventures séparées de la plupart des autres versions de Pokémon et mettent en scène Sacha en tant que personnage principal. Sacha et ses compagnons voyagent à travers le monde Pokémon en combattant d'autres dresseurs Pokémon. Ondine a capturé un Hypotrempe mais l'a laissé à ses sœurs.